# جبل الحص
جبل الحص : هو هضبة تقع إلى الجنوب الشرقي من مدينة حلب في شمال سوريا. يتاخم الجبل بادية الشام من ناحيته الجنوبية الشرقية. توجد في المنطقة قرى عديدة أكبرها مغيرات الشبلي و بنان. أراضي الجبل حمراء وأمطاره أعلى من المناطق المحيطة، لذا تزرع فيه الحبوب والكمون. كانت المنطقة مصدراً رئيسياً للقمح لمدينة حلب، يسكنه العديد من ابناء القبائل المختلفة مثل النعيم ، بني خالد ، جيس و غيرهم .

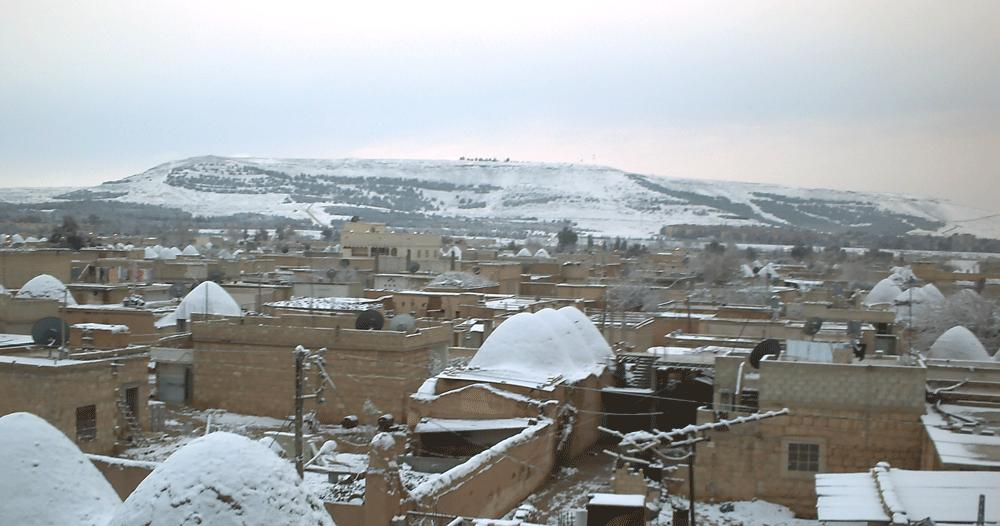
لقطة شتوية للطرف الشمالي لجبل الحص مأخوذة من مدينة السفيرة